# سوزان باير
سوزان باير (بالألمانية: Susanne Baer)‏ هي قاضية وأستاذة جامعية ألمانية، ولدت في 16 فبراير 1964 في ساربروكن في ألمانيا.

## وصلات خارجية
- سوزان باير على موقع مونزينجر (الألمانية)